# Frank Plumpton Ramsey
Frank Plumpton Ramsey (Cambridge, 1903. február 22. – London, 1930. január 19.) angol matematikus, aki matematikai kutatásain kívül maradandót alkotott a filozófia és a közgazdaságtan terén is.

## Élete
1903. február 22-én született Cambridgeben, ahol apja, a szintén matematikus Arthur a Magdalene College igazgatója volt. Egy fiú és két lánytestvére közül, kik közül az öccse, Michael Ramsey Canterbury érsek is lett, ő volt a legfiatalabb. 1915-ben lett tagja a Winchester College-nek, majd később visszatért Cambridgebe, a Trinity College-be, ahol matematikát kezdett tanulni. Nyitott volt, egyszerű és szerény, sok érdeklődést mutatott a tudományos munkával kapcsolatban. Ramsey már fiatalon megmutatta mind alaposságát, mind többrétűségét az őt érintő kérdések vizsgálata során. Ramsey enyhén depressziós volt, talán ez tette számára érdekessé a pszichoanalízist. Miközben disszertációját írta, Bécsbe utazott, ahol a lélekvizsgálatnak vetette alá magát Freud egyik tanítványa, Theodor Reik által. 1925 szeptemberében házasságot kötött Lettice Bakerrel. Az esküvőt egy anyakönyvi hivatalban tartották, mivel Ramsey felesége szavaival élve: "megrögzött ateista volt". Két lányuk is született. Vallástalansága ellenére Ramsey nagy toleranciát mutatott testvére iránt, akit papnak választottak a Church of Englandbe.

## Akadémiai élete
1924-ben tért vissza Angliába, ahol John Maynard Keynes támogatásával a cambridge-i King's College tagjává választották, ezzel ő lett a történelem során a második személy, akit anélkül választottak tagnak, hogy előzőleg ott tanult volna. 1926-ban egyetemi előadó lett, majd Director of Studies in Mathematics kinevezést kapott a King's College-ben. 1929-ben Ramsey és Wittgenstein rendszeresen megvitatták matematikai és filozófiai kérdéseiket és problémáikat egy itáliai közgazdásszal, Piero Sraffával, akit Keynes Cambridge-be juttatott azok után, hogy egy fasizmust bíráló cikkel magára haragította Benito Mussolinit.
Ramsey közreműködéseit, melyeket ezekben a társalgásokban tett, mind Sraffa, mind Wittgenstein méltányolta későbbi munkájuk során.

## Munkássága

### Matematika
Ramsey 1927-ben publikálta Facts and Propositions című cikkét, melyben indítványozta a gyakran redundancy theory of truth-nak is nevezett elméletet.
Az elméletek egyike, melyet Ramsey bizonyított On a problem of formal logic című cikkében 1930-ban, mára nevét őrzi (Ramsey-tétel).
Bizonyára Ramsey emlékszik a legjobban arra, hogy tételét csak mellesleg, egy átfogó tétel (decision problem for first-order logic) felé vezető úton segédtételként bizonyította, az e tételből nyert eredmény azonban nem volt igazán szükséges. Mialatt Alonzo Church meg akarta mutatni, hogy a tétel általános esete megoldhatatlan, a látszólagos segédtétel kitűnően fejlesztette Ramsey kései matematikai munkáit. A tétel, melyből a kombinatorika egyik fontos korai eredménye született alátámasztotta az elméletet, mely szerint akármilyen nagy halmazban, legyen az akármennyire rendezetlen, kell lennie rendszerességnek. Ramsey tétele annyira gyümölcsözőnek bizonyult, hogy mára már egy egész matematikai ágazat viseli a nevét (Ramsey-típusú tételek).

### Filozófia
Legfontosabb írásai:
- Universals (1925)
- Facts and propositions (1927)
- Universals of law and of fact (1928)
- Knowledge (1929)
- Theories (1929)
- General propositions and causality (1929)

### Közgazdaságtan
Keynes bátorította Ramseyt, hogy foglalkozzon a közgazdaságtannal: "Már nagyon fiatalon, tizenhat éves kora körül az ő korán érő eszével behatóan érdeklődött a közgazdaságtani problémák iránt. (Keynes, 1933)" Ramsey három írással válaszolt Keynes ösztönzésére, melyek alapvető fontossággal bírtak, annak ellenére, hogy csak évekkel később kapták meg a nekik járó elismerést a közgazdászok körében.
A három írása:
- Subjective probability and utility (1926),
- Optimal taxation (1927)
- Optimal one-sector economic growth (1928)

## Korai halála
Ramsey tartós májbetegségben szenvedett, egy hasüregi beavatkozást követően, 1930. január 19-én hunyt el Londonban, a Guy's kórházban 26 évesen. A Parish of the Ascension Burial Ground temetőben nyugszik Cambridgeben. A Decision Analysis Society évente kiadja a Frank P. Ramsey-érmet, jelentős mértékben hozzájárulva a kutatásokhoz.

## Fordítás
- Ez a szócikk részben vagy egészben  a   Frank_Plumpton_Ramsey című angol Wikipédia-szócikk fordításán alapul.  Az eredeti cikk szerkesztőit annak laptörténete sorolja fel. Ez a jelzés csupán a megfogalmazás eredetét és a szerzői jogokat jelzi, nem szolgál a cikkben szereplő információk forrásmegjelöléseként.